# 47e cérémonie des British Academy Film Awards
Pour la cérémonie des BAFTAs récompensant la télévision, voir la 41e cérémonie des British Academy Television Awards.
La 47e cérémonie des British Academy Film Awards, organisée par la British Academy of Film and Television Arts, s'est déroulée en 1994 et a récompensé les films sortis en 1993.

## Palmarès

### Meilleur film
- La Liste de Schindler (Schindler's List)
  - La Leçon de piano (The Piano)
  - Les Vestiges du jour (The Remains of the Day)
  - Les Ombres du cœur (Shadowlands)

### Meilleur film britannique
Alexander Korda Award.
- Les Ombres du cœur (Shadowlands)
  - Raining Stones
  - Naked
  - Tom & Viv

### Meilleur réalisateur
David Lean Award.
- Steven Spielberg pour La Liste de Schindler (Schindler's List)
  - Jane Campion pour La Leçon de piano (The Piano)
  - James Ivory pour Les Vestiges du jour (The Remains of the Day)
  - Richard Attenborough pour Les Ombres du cœur (Shadowlands)

### Meilleur acteur
- Anthony Hopkins pour le rôle de James Stevens dans Les Vestiges du jour (The Remains of the Day)
  - Daniel Day-Lewis pour le rôle de Gerry Conlon dans Au nom du père (In the Name of the Father)
  - Anthony Hopkins pour le rôle de Jack Lewis dans Les Ombres du cœur (Shadowlands)
  - Liam Neeson pour le rôle d'Oskar Schindler dans La Liste de Schindler (Schindler's List)

### Meilleure actrice
- Holly Hunter pour le rôle d'Ada McGrath dans La Leçon de piano (The Piano)
  - Debra Winger pour le rôle de Joy Gresham dans Les Ombres du cœur (Shadowlands)
  - Emma Thompson pour le rôle de Sally Kenton dans Les Vestiges du jour (The Remains of the Day)
  - Miranda Richardson pour le rôle de Vivienne Haigh-Wood dans Tom & Viv

### Meilleur acteur dans un second rôle
- Ralph Fiennes pour le rôle d'Amon Göeth dans La Liste de Schindler (Schindler's List)
  - Ben Kingsley pour le rôle d'Itzhak Stern dans La Liste de Schindler (Schindler's List)
  - John Malkovich pour le rôle de Mitch Leary dans Dans la ligne de mire (In the Line of Fire)
  - Tommy Lee Jones pour le rôle de Marshal Samuel Gerard dans Le Fugitif (The Fugitive)

### Meilleure actrice dans un second rôle
- Miriam Margolyes pour le rôle de Madame Mingott dans Le Temps de l'innocence (The Age of Innocence)
  - Maggie Smith pour le rôle de Mrs Medlock dans Le Jardin secret (The Secret Garden)
  - Holly Hunter pour le rôle de Tammy Hemphill dans La Firme (The Firm)
  - Winona Ryder pour le rôle de May Welland dans Le Temps de l'innocence (The Age of Innocence)

### Meilleur scénario original
- Un jour sans fin (Groundhog Day) – Danny Rubin, Harold Ramis
  - Dans la ligne de mire (In the Line of Fire) – Jeff Maguire
  - Nuits blanches à Seattle (Sleepless in Seattle) – Nora Ephron, David S. Ward, Jeff Arch
  - La Leçon de piano  (The Piano) – Jane Campion

### Meilleur scénario adapté
- La Liste de Schindler (Schindler's List) – Steven Zaillian
  - Les Ombres du cœur  (Shadowlands) – William Nicholson
  - Le Temps d'un week-end (Scent of a Woman) – Bo Goldman
  - Les Vestiges du jour  (The Remains of the Day) – Ruth Prawer Jhabvala
  - Au nom du père  (In the Name of the Father) – Terry George, Jim Sheridan

### Meilleure direction artistique
- La Leçon de piano (The Piano) – Andrew McAlpine (de)
  - Dracula (Bram Stoker's Dracula) – Thomas Sanders
  - Le Temps de l'innocence  (The Age of Innocence) – Dante Ferretti
  - La Liste de Schindler (Schindler's List) – Allan Starski

### Meilleurs costumes
- La Leçon de piano (The Piano)
  - Dracula (Bram Stoker's Dracula)
  - La Liste de Schindler (Schindler's List)
  - Beaucoup de bruit pour rien (Much Ado About Nothing)
  - Orlando

### Meilleurs maquillages et coiffures
- Orlando
  - La Liste de Schindler (Schindler's List)
  - Dracula (Bram Stoker's Dracula)
  - Les Valeurs de la famille Addams (Addams Family Values)

### Meilleure photographie
- La Liste de Schindler (Schindler's List) – Janusz Kaminski
  - Le Temps de l'innocence  (The Age of Innocence) – Michael Balhaus
  - Les Vestiges du jour (The Remains of the Day) – Tony Pierce-Roberts
  - La Leçon de piano  (The Piano) – Stuart Dryburgh

### Meilleur montage
- La Liste de Schindler (Schindler's List) – Michael Kahn
  - Le Fugitif  (The Fugitive) – Dennis Virkler[1]
  - La Leçon de piano (The Piano) – Veronika Jenet
  - Dans la ligne de mire (In the Line of Fire) – Anne V. Coates

### Meilleurs effets visuels / Meilleurs effets spéciaux
- Jurassic Park – Michael Lantieri, Dennis Muren, Phil Tippett et Stan Winston
  - Aladdin
  - Dracula (Bram Stoker's Dracula
  - Le Fugitif  (The Fugitive)

### Meilleur son
- Le Fugitif (The Fugitive)
  - Jurassic Park – Richard Hymns, Ron Judkins, Shawn Murphy, Gary Rydstrom et Gary Summers
  - La Leçon de piano (The Piano)
  - La Liste de Schindler (Schindler's List)

### Meilleure musique de film
- La Liste de Schindler (Schindler's List) – John Williams
  - Nuits blanches à Seattle (Sleepless in Seattle) – Marc Shaiman
  - La Leçon de piano (The Piano) – Michael Nyman
  - Aladdin – Alan Menken

### Meilleur film en langue étrangère
- Adieu ma concubine (霸王別姬) •  Chine/ Hong Kong
  - Un cœur en hiver •  France
  - Indochine •  France/ Viêt Nam/ Malaisie
  - Les Épices de la passion (Como agua para chocolate) •  Mexique

### Meilleur court-métrage
- Franz Kafka's It's a Wonderful Life – Ruth Kenley-Letts, Peter Capaldi
  - A Small Deposit – Paul Holmes, Eleanor Yule
  - Syrup – Anita Overland, Paul Unwin
  - One Night Stand – Georgia Masters, Bill Britten

### Meilleure contribution au cinéma britannique
Michael Balcon Award.
- Ken Loach

### Fellowship Award
Prix d'honneur de la BAFTA, récompense la réussite dans les différentes formes du cinéma.
- Michael Grade

## Récompenses et nominations multiples

### Nominations multiples
Films
 13  : La Liste de Schindler
 10  : La Leçon de piano
 6  : Les Vestiges du jour, Les Ombres du cœur
 4  : Le Temps de l'innocence, Dracula, Le Fugitif
 3  : Dans la ligne de mire
 2  : Au nom du père, Tom & Viv, Jurassic Park, Nuits blanches à Seattle, Aladdin, Orlando
Personnalités
 2  : Holly Hunter, Anthony Hopkins, Jane Campion

### Récompenses multiples
Légende : Nombre de récompenses/Nombre de nominations
Films
 7 / 13  : La Liste de Schindler
 3 / 10  : La Leçon de piano

### Les grands perdants
0 / 4  : Dracula